# (91133) 1998 HK151
(91133) 1998 HK151 (также записываемый, как (91133) 1998 HK151) — транснептуновый объект (плутино). Открыт 28 апреля 1998 года на обсерватории Мауна-Кеа.
1998 HK151 имеет наименьший и таким образом наиболее голубоватый измеренный показатель цвета B-V изо всех ТНО. На 24 мая 200 года 1998 HK151 имеет рекордный минимум B-V 0,51 среди ТНО. Окрашивание спектра в красный цвет вызвано космическим облучением (ультрафиолетовым излучением и заряженными частицами). Сдвиг спектра в голубой цвет вызвано реакцией внутренних областей объекта на ударные столкновения.
Основываясь на абсолютной звёздной величине в 7,6, диаметр 1998 HK151 рассчитан равным 133 км.